# Bruno Söderström
Vilhelm Bruno Söderström (Estocolm, 28 d'octubre de 1881 – Estocolm, 1 de gener de 1969) va ser un atleta suec, especialitzat en el salt de perxa, que va competir a primers del segle xx. Era germà del també medallista olímpic Gustaf Söderström.
El 1906 va prendre part en els Jocs Intercalats d'Atenes, on guanyà dues medalles del programa d'atletisme, la plata en el salt de perxa i el bronze en el llançament de javelina, estil lliure, mentre en el salt d'alçada acabà en sisena posició.
Dos anys més tard diputà els Jocs de Londres, on va guanyar la medalla de bronze de la prova de salt de perxa del programa d'atletisme. Aquesta medalla fou compartida amb el canadenc Edward Archibald i l'estatunidenc Clare Jacobs, mentre es desconeix la posició exacte en què acabà la prova de llançament de javelina estil lliure.